# Danh sách tiểu hành tinh: 3401–3500
| Tên                  | Tên đầu tiên | Ngày phát hiện       | Nơi phát hiện            | Người phát hiện                   |
| -------------------- | ------------ | -------------------- | ------------------------ | --------------------------------- |
| 3401 Vanphilos       | 1981 PA      | 1 tháng 8 năm 1981   | Harvard Observatory      | Harvard Observatory               |
| 3402 Wisdom          | 1981 PB      | 5 tháng 8 năm 1981   | Anderson Mesa            | E. Bowell                         |
| 3403 Tammy           | 1981 SW      | 25 tháng 9 năm 1981  | Socorro                  | L. G. Taff                        |
| 3404 Hinderer        | 1934 CY      | 4 tháng 2 năm 1934   | Heidelberg               | K. Reinmuth                       |
| 3405 Daiwensai       | 1964 UQ      | 30 tháng 10 năm 1964 | Nanking                  | Purple Mountain Observatory       |
| 3406 Omsk            | 1969 DA      | 21 tháng 2 năm 1969  | Nauchnij                 | B. A. Burnasheva                  |
| 3407 Jimmysimms      | 1973 DT      | 28 tháng 2 năm 1973  | Hamburg-Bergedorf        | L. Kohoutek                       |
| 3408 Shalamov        | 1977 QG4     | 18 tháng 8 năm 1977  | Nauchnij                 | N. S. Chernykh                    |
| 3409 Abramov         | 1977 RE6     | 9 tháng 9 năm 1977   | Nauchnij                 | N. S. Chernykh                    |
| 3410 Vereshchagin    | 1978 SZ7     | 16 tháng 9 năm 1978  | Nauchnij                 | L. V. Zhuravleva                  |
| 3411 Debetencourt    | 1980 LK      | 2 tháng 6 năm 1980   | La Silla                 | H. Debehogne                      |
| 3412 Kafka           | 1983 AU2     | 10 tháng 1 năm 1983  | Palomar                  | R. L. Kirk, D. J. Rudy            |
| 3413 Andriana        | 1983 CB3     | 15 tháng 2 năm 1983  | Anderson Mesa            | N. G. Thomas                      |
| 3414 Champollion     | 1983 DJ      | 19 tháng 2 năm 1983  | Anderson Mesa            | E. Bowell                         |
| 3415 Danby           | 1928 SL      | 22 tháng 9 năm 1928  | Heidelberg               | K. Reinmuth                       |
| 3416 Dorrit          | 1931 VP      | 8 tháng 11 năm 1931  | Heidelberg               | K. Reinmuth                       |
| 3417 Tamblyn         | 1937 GG      | 1 tháng 4 năm 1937   | Heidelberg               | K. Reinmuth                       |
| 3418 Izvekov         | 1973 QZ1     | 31 tháng 8 năm 1973  | Nauchnij                 | T. M. Smirnova                    |
| 3419 Guth            | 1981 JZ      | 8 tháng 5 năm 1981   | Kleť                     | L. Brožek                         |
| 3420 Standish        | 1984 EB      | 1 tháng 3 năm 1984   | Anderson Mesa            | E. Bowell                         |
| 3421 Yangchenning    | 1975 WK1     | 16 tháng 11 năm 1975 | Nanking                  | Purple Mountain Observatory       |
| 3422 Reid            | 1978 OJ      | 28 tháng 7 năm 1978  | Bickley                  | Perth Observatory                 |
| 3423 Slouka          | 1981 CK      | 9 tháng 2 năm 1981   | Kleť                     | L. Brožek                         |
| 3424 Nušl            | 1982 CD      | 14 tháng 2 năm 1982  | Kleť                     | L. Brožek                         |
| 3425 Hurukawa        | 1929 BD      | 29 tháng 1 năm 1929  | Heidelberg               | K. Reinmuth                       |
| 3426 Seki            | 1932 CQ      | 5 tháng 2 năm 1932   | Heidelberg               | K. Reinmuth                       |
| 3427 Szentmártoni    | 1938 AD      | 6 tháng 1 năm 1938   | Konkoly                  | G. Kulin                          |
| 3428 Roberts         | 1952 JH      | 1 tháng 5 năm 1952   | Brooklyn                 | Đại học Indiana                   |
| 3429 Chuvaev         | 1974 SU1     | 19 tháng 9 năm 1974  | Nauchnij                 | L. I. Chernykh                    |
| 3430 Bradfield       | 1980 TF4     | 9 tháng 10 năm 1980  | Palomar                  | C. S. Shoemaker                   |
| 3431 Nakano          | 1984 QC      | 24 tháng 8 năm 1984  | Geisei                   | T. Seki                           |
| 3432 Kobuchizawa     | 1986 EE      | 7 tháng 3 năm 1986   | Kobuchizawa              | M. Inoue, O. Muramatsu, T. Urata  |
| 3433 Fehrenbach      | 1963 TJ1     | 15 tháng 10 năm 1963 | Brooklyn                 | Đại học Indiana                   |
| 3434 Hurless         | 1981 VO      | 2 tháng 11 năm 1981  | Anderson Mesa            | B. A. Skiff                       |
| 3435 Boury           | 1981 XC2     | 2 tháng 12 năm 1981  | Haute Provence           | F. Dossin                         |
| 3436 Ibadinov        | 1976 SS3     | 24 tháng 9 năm 1976  | Nauchnij                 | N. S. Chernykh                    |
| 3437 Kapitsa         | 1982 UZ5     | 20 tháng 10 năm 1982 | Nauchnij                 | L. G. Karachkina                  |
| 3438 Inarradas       | 1974 SD5     | 21 tháng 9 năm 1974  | El Leoncito              | Felix Aguilar Observatory         |
| 3439 Lebofsky        | 1983 RL2     | 4 tháng 9 năm 1983   | Anderson Mesa            | E. Bowell                         |
| 3440 Stampfer        | 1950 DD      | 17 tháng 2 năm 1950  | Heidelberg               | K. Reinmuth                       |
| 3441 Pochaina        | 1969 TS1     | 8 tháng 10 năm 1969  | Nauchnij                 | L. I. Chernykh                    |
| 3442 Yashin          | 1978 TO7     | 2 tháng 10 năm 1978  | Nauchnij                 | L. V. Zhuravleva                  |
| 3443 Leetsungdao     | 1979 SB1     | 16 tháng 9 năm 1979  | Nanking                  | Purple Mountain Observatory       |
| 3444 Stepanian       | 1980 RJ2     | 7 tháng 9 năm 1980   | Nauchnij                 | N. S. Chernykh                    |
| 3445 Pinson          | 1983 FC      | 16 tháng 3 năm 1983  | Anderson Mesa            | E. Barr                           |
| 3446 Combes          | 1942 EB      | 12 tháng 3 năm 1942  | Heidelberg               | K. Reinmuth                       |
| 3447 Burckhalter     | 1956 SC      | 29 tháng 9 năm 1956  | Brooklyn                 | Đại học Indiana                   |
| 3448 Narbut          | 1977 QA5     | 22 tháng 8 năm 1977  | Nauchnij                 | N. S. Chernykh                    |
| 3449 Abell           | 1978 VR9     | 7 tháng 11 năm 1978  | Palomar                  | E. F. Helin, S. J. Bus            |
| 3450 Dommanget       | 1983 QJ      | 31 tháng 8 năm 1983  | La Silla                 | H. Debehogne                      |
| 3451 Mentor          | 1984 HA1     | 19 tháng 4 năm 1984  | Kleť                     | A. Mrkos                          |
| 3452 Hawke           | 1980 OA      | 17 tháng 7 năm 1980  | Anderson Mesa            | E. Bowell                         |
| 3453 Dostoevsky      | 1981 SS5     | 27 tháng 9 năm 1981  | Nauchnij                 | L. G. Karachkina                  |
| 3454 Lieske          | 1981 WB1     | 24 tháng 11 năm 1981 | Anderson Mesa            | E. Bowell                         |
| 3455 Kristensen      | 1985 QC      | 20 tháng 8 năm 1985  | Anderson Mesa            | E. Bowell                         |
| 3456 Etiennemarey    | 1985 RS2     | 5 tháng 9 năm 1985   | La Silla                 | H. Debehogne                      |
| 3457 Arnenordheim    | 1985 RA3     | 5 tháng 9 năm 1985   | La Silla                 | H. Debehogne                      |
| 3458 Boduognat       | 1985 RT3     | 7 tháng 9 năm 1985   | La Silla                 | H. Debehogne                      |
| 3459 Bodil           | 1986 GB      | 2 tháng 4 năm 1986   | Đài thiên văn Brorfelde  | P. Jensen                         |
| 3460 Ashkova         | 1973 QB2     | 31 tháng 8 năm 1973  | Nauchnij                 | T. M. Smirnova                    |
| 3461 Mandelshtam     | 1977 SA1     | 18 tháng 9 năm 1977  | Nauchnij                 | N. S. Chernykh                    |
| 3462 Zhouguangzhao   | 1981 UA10    | 25 tháng 10 năm 1981 | Nanking                  | Purple Mountain Observatory       |
| 3463 Kaokuen         | 1981 XJ2     | 3 tháng 12 năm 1981  | Nanking                  | Purple Mountain Observatory       |
| 3464 Owensby         | 1983 BA      | 16 tháng 1 năm 1983  | Anderson Mesa            | E. Bowell                         |
| 3465 Trevires        | 1984 SQ5     | 20 tháng 9 năm 1984  | La Silla                 | H. Debehogne                      |
| 3466 Ritina          | 1975 EA6     | 6 tháng 3 năm 1975   | Nauchnij                 | N. S. Chernykh                    |
| 3467 Bernheim        | 1981 SF2     | 16 tháng 9 năm 1981  | Anderson Mesa            | N. G. Thomas                      |
| 3468 Urgenta         | 1975 AM      | 7 tháng 1 năm 1975   | Đài thiên văn Zimmerwald | P. Wild                           |
| 3469 Bulgakov        | 1982 UL7     | 21 tháng 10 năm 1982 | Nauchnij                 | L. G. Karachkina                  |
| 3470 Yaronika        | 1975 ES      | 6 tháng 3 năm 1975   | Nauchnij                 | N. S. Chernykh                    |
| 3471 Amelin          | 1977 QK2     | 21 tháng 8 năm 1977  | Nauchnij                 | N. S. Chernykh                    |
| 3472 Upgren          | 1981 EJ10    | 1 tháng 3 năm 1981   | Siding Spring            | S. J. Bus                         |
| 3473 Sapporo         | A924 EG      | 7 tháng 3 năm 1924   | Heidelberg               | K. Reinmuth                       |
| 3474 Linsley         | 1962 HE      | 27 tháng 4 năm 1962  | Brooklyn                 | Đại học Indiana                   |
| 3475 Fichte          | 1972 TD      | 4 tháng 10 năm 1972  | Hamburg-Bergedorf        | L. Kohoutek                       |
| 3476 Dongguan        | 1978 UF2     | 28 tháng 10 năm 1978 | Nanking                  | Purple Mountain Observatory       |
| 3477 Kazbegi         | 1979 KH      | 19 tháng 5 năm 1979  | La Silla                 | R. M. West                        |
| 3478 Fanale          | 1979 XG      | 14 tháng 12 năm 1979 | Anderson Mesa            | E. Bowell                         |
| 3479 Malaparte       | 1980 TQ      | 3 tháng 10 năm 1980  | Kleť                     | Z. Vávrová                        |
| 3480 Abante          | 1981 GB      | 1 tháng 4 năm 1981   | Anderson Mesa            | E. Bowell                         |
| 3481 Xianglupeak     | 1982 DS6     | 19 tháng 2 năm 1982  | Xinglong                 | Peking Observatory                |
| 3482 Lesnaya         | 1975 VY4     | 2 tháng 11 năm 1975  | Nauchnij                 | T. M. Smirnova                    |
| 3483 Svetlov         | 1976 YP2     | 16 tháng 12 năm 1976 | Nauchnij                 | L. I. Chernykh                    |
| 3484 Neugebauer      | 1978 NE      | 10 tháng 7 năm 1978  | Palomar                  | E. F. Helin, E. M. Shoemaker      |
| 3485 Barucci         | 1983 NU      | 11 tháng 7 năm 1983  | Anderson Mesa            | E. Bowell                         |
| 3486 Fulchignoni     | 1984 CR      | 5 tháng 2 năm 1984   | Anderson Mesa            | E. Bowell                         |
| 3487 Edgeworth       | 1978 UF      | 28 tháng 10 năm 1978 | Anderson Mesa            | H. L. Giclas                      |
| 3488 Brahic          | 1980 PM      | 8 tháng 8 năm 1980   | Anderson Mesa            | E. Bowell                         |
| 3489 Lottie          | 1983 AT2     | 10 tháng 1 năm 1983  | Palomar                  | K. E. Herkenhoff, G. W. Ojakangas |
| 3490 Šolc            | 1984 SV      | 20 tháng 9 năm 1984  | Kleť                     | A. Mrkos                          |
| 3491 Fridolin        | 1984 SM4     | 30 tháng 9 năm 1984  | Đài thiên văn Zimmerwald | P. Wild                           |
| 3492 Petra-Pepi      | 1985 DQ      | 16 tháng 2 năm 1985  | Kleť                     | M. Mahrová                        |
| 3493 Stepanov        | 1976 GR6     | 3 tháng 4 năm 1976   | Nauchnij                 | N. S. Chernykh                    |
| 3494 Purple Mountain | 1980 XW      | 7 tháng 12 năm 1980  | Nanking                  | Purple Mountain Observatory       |
| 3495 Colchagua       | 1981 NU      | 2 tháng 7 năm 1981   | Cerro El Roble           | L. E. González                    |
| 3496 Arieso          | 1977 RC      | 5 tháng 9 năm 1977   | La Silla                 | H.-E. Schuster                    |
| 3497 Innanen         | 1941 HJ      | 19 tháng 4 năm 1941  | Turku                    | L. Oterma                         |
| 3498 Belton          | 1981 EG14    | 1 tháng 3 năm 1981   | Siding Spring            | S. J. Bus                         |
| 3499 Hoppe           | 1981 VW1     | 3 tháng 11 năm 1981  | Tautenburg Observatory   | F. Börngen, K. Kirsch             |
| 3500 Kobayashi       | A919 SD      | 18 tháng 9 năm 1919  | Heidelberg               | K. Reinmuth                       |